# Jewgeni Jurjewitsch Lukjanenko
Jewgeni Jurjewitsch Lukjanenko (russisch Евгений Юрьевич Лукьяненко; engl. Transkription Evgeniy Lukyanenko; * 23. Januar 1985 in Slawjansk am Kuban) ist ein russischer Stabhochspringer. Er wurde 2008 Hallenweltmeister.
Der für Krasnodar VS antretende Athlet übersprang 2003 erstmals die 5-Meter-Marke. Er steigerte sich kontinuierlich und war 2006 bei 5,60 m angelangt. 2007 nahm er an den Weltmeisterschaften in Osaka teil und verbesserte dort seine Bestleistung auf 5,81 m, womit er den sechsten Platz belegte. Bei den Hallenweltmeisterschaften 2008 in Valencia überquerte er 5,90 m und gewann den Titel. Bei einem Meeting in Bydgoszcz im Juli 2008 gelang es ihm mit 6,01 m als 16. Springer der Welt die 6-Meter-Marke zu überqueren. Bei den Olympischen Spielen 2008 in Peking übersprang Lukjanenko 5,85 m und gewann die Silbermedaille hinter dem Australier Steve Hooker.
Bei einer Körpergröße von 1,90 m beträgt sein Wettkampfgewicht 80 kg.